# Moulin Delatre
De Moulin Delatre is een windmolenrestant in de Henegouwse plaats Elzele, gelegen aan de Chaussee de Renaix 1.
Deze ronde stenen molen van het type grondzeiler fungeerde als korenmolen.

## Geschiedenis
Vanouds stond hier een standerdmolen. Deze werd in 1805 vervangen door een stenen molen. In 1882 was er brand in de molen. In 1917 werd de molen door de Duitse bezetter verwoest. Er bleef een brede molenromp over die later nog werd ingekort.